# Thronende Maria mit Kind und vier Heiligen
Die Thronende Maria mit Kind und vier Heiligen (auch: Boldù-Altar) ist ein Altarbild von Giovanni Battista Cima (genannt Cima da Conegliano). Es entstand vermutlich zwischen 1495 und 1497 in Venedig und befindet sich heute in der Dauerausstellung der Gemäldegalerie Berlin.

## Beschreibung
Das hochformatige Tafelbild besteht aus verleimten Pappelholzbrettern und misst 206 × 136 cm. Es ist oben halbkreisförmig abgerundet und hat heute einen schmalen, teilvergoldeten Rahmen. Auf einem gemalten Zettel (ital. cartellino) am Sockel des Throns ist die Signatur des Künstlers angebracht.

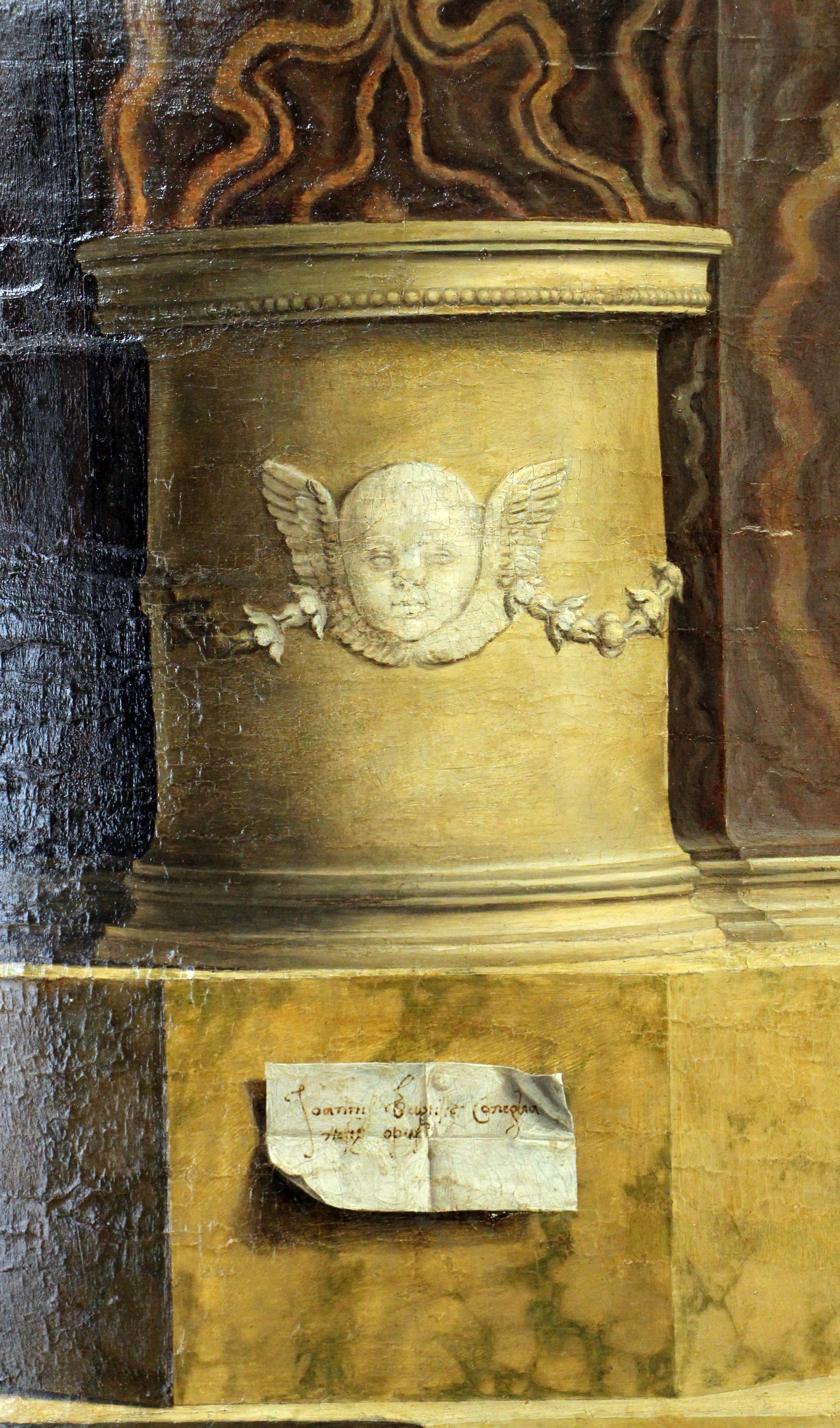
Signatur

Auf dem Bild sind eine thronenden Madonna mit Kind mit vier Heiligen dargestellt, ein Bildtypus, der in den Kunstwissenschaften seit dem 19. Jahrhundert als Sacra Conversazione bezeichnet wird. Alle Figuren haben einen goldenen Nimbus in Form eines sehr dünnen Reifes um den Kopf.
Die Figurengruppe ist in einen rechteckigen, zur Rückseite offenen Raum gesetzt, dessen Architektur die Form einer Kapelle oder eines Ziboriums beschreibt. Der Raum ist überkuppelt und wird von Rundbögen auf Pilastern begrenzt. In seiner Mitte erheben sich zwei Marmorstufen mit polygonalem Grundriss. Die Signatur des Künstlers befindet sich auf einem gemalten Papierzettel an der Stirnseite der zweiten Stufe, welcher aus dem Bildraum illusionistisch hervortritt (Trompe-l’œil). Auf der zweiten Stufe stehen zwei Marmorobjekte, die Altären ähneln: vorn ein Zylinder, welcher mit einem Putto und einer Girlande geschmückt ist und an einen antiken Rundaltar erinnert, hinten eine rechteckige Mensa, welche auf ionischen Säulen ruht. Diese Mensa dient dem Thron der Madonna als Podest. Der Thron besteht aus weißem und rotem Marmor und hat eine hohe Lehne. Ebenso hoch ist der goldene Ständer mit floraler Bekrönung, von dem das grüne Ehrentuch bis zum Boden herunterhängt.
Die Komposition folgt den Regeln der Zentralperspektive, wobei die anzunehmende Horizontlinie etwa bei einem Fünftel der Gesamthöhe des Bildes liegt. Der Putto auf dem Zylinder markiert die Position des Fluchtpunktes. Durch den sehr tiefen Horizont entsteht eine Untersicht, sodass der Betrachter sowohl zu den Heiligen und zur Madonna aufschaut als auch in die Kuppel blickt, die durch den oberen Bildrand beschnitten wird. Das Licht fällt von rechts vorne auf die Szene und bildet starke Licht-Schatten-Kontraste im gesamten Raum, jedoch vor allem in den Gewändern und Gesichtern der Figuren.
Maria trägt ein rotes Kleid, einen weißen Schleier und darüber einen blauen Mantel, der innen goldbraun ist. Sie hält das stehende, nackte Christuskind auf ihrem rechten Bein fest und blickt etwas nach links unten. Das Kind hat die Rechte zum Segen erhoben und blickt in dieselbe Richtung. Mutter und Kind haben helle Augen und blondes Haar.
Zu beiden Seiten des Thrones stehen jeweils zwei Heilige voreinander. Alle sind bärtig, mit Tonsur und als ältere Männer dargestellt. Sie blicken in verschiedene Richtungen, es gibt jedoch keine erwiderten Blickbeziehungen.
Die beiden hinten stehenden Männer tragen einen weißen Mönchshabit. Die beiden vorderen tragen jeweils eine langärmelige Tunika und eine über die linke Schulter gelegte Toga, sie sind barfuß. Drei der Heiligen haben jeweils ein Buch in der Hand, während der vierte, der den Platz hinten links einnimmt, mit beiden Händen einen Bischofsstab hält. Der Mönch hinten rechts hält sein Buch mit beiden Händen und liest darin mit in Falten gelegter Stirn und leicht geöffnetem Mund. Der Heilige mit dem Bischofsstab hinten links schaut seinen Vordermann von der Seite an. Dieser Heilige ist hellblau und goldgelb gekleidet, hält ein Schlüsselbund in der rechten Hand und wendet sich zur Bildmitte hin. Er blickt hinüber zu dem Heiligen, der rechts steht. Dieser ist nach vorne gewandt und blickt nach rechts aus dem Bild heraus. Er trägt eine dunkelgrüne Tunika und eine hellrote Toga und seine rechte Hand liegt auf dem Knauf eines Schwertes. Er hat als einziger dunkles Haar, Bart und Brauen.
Hinter dem Rücken der Heiligen erheben sich zwei schmale Pilaster aus hellem Stein mit mehreren übereinander angeordneten Schmuckelementen, unter anderem ein mit Blumen und Voluten versehenes Kapitell sowie ein weit auskragender Kämpfer. Diese Pilaster tragen die Kuppel, deren unterer Teil ausschnittsweise sichtbar ist. Die Kuppel ist mit einem Mosaik geschmückt, welches Figuren, Kamele, einen Brunnen und Rankenornamente auf einem leuchtenden Goldgrund zeigt. Dieses Mosaik hat drei sichtbare Bildbereiche: die angeschnittene Kuppel selbst sowie zwei Hängezwickel, deren Flächen durch die Rundbögen gebildet werden.
In der Kuppel ist eine Szenenfolge zu sehen, die sich von links nach rechts lesen lässt. Links reitet ein junger Mann auf einem Kamel, welches von einem weiteren Kamel und zwei Männern mit Kufiyas begleitet ist. Ein Berg, angedeutet durch eine gezackte Linie, trennt die Figuren von der zweiten Szene. Diese zeigt einen anderen jungen Mann, der sich über einen runden Brunnen beugt, während zwei weitere junge Männer daneben stehen. Der größere reißt in einer heftigen Bewegung die Arme über den Kopf, der kleinere hebt eine Hand wie zur Beschwichtigung in dessen Richtung. Die dritte Szene wird durch eine kleine Architektur eingeleitet und zeigt drei Männer, die um einen vierten größeren und bärtigen Mann herumstehen. Dieser bewegt sich offenbar ebenfalls sehr aufgeregt, was an seinen eingeknickten Beinen, hochgerissenen Arme und dem vorgesenkten Kopf erkennbar ist.
In den beiden sichtbaren Hängezwickeln der Mosaikkuppel befindet sich je ein Medaillon mit einem Brustbildnis, umgeben von einem einfarbigen, dunklen Rankenmuster. Die beiden in den Medaillons dargestellten Männer halten Schriftrollen und wenden sich der Bildmitte zu. Der linke ist bärtig und hat dunkles Haar, während der rechte die Gestalt eines Jünglings hat; er ist bartlos und hat helleres, kürzeres und gelocktes Haar.

## Technik, Material und Erhaltungszustand
Die Tafel besteht aus Pappelholz, einem im italischen Raum sehr gebräuchlichen Bildträgermaterial, welches in der venezianischen Malerei dieser Zeit noch alternativ zu Leinwänden verwendet wurde. Im Bereich des Kuppelmosaiks wurde mit Vergoldungen gearbeitet, um die Mosaiksteinchen des Hintergrunds darzustellen.
2006 wurde das Altarbild eingehenden kunsttechnologischen Untersuchungen unterzogen. Mittels Infrarot-Reflektografie wurde festgestellt, dass Marias Umhang mit echtem Lapislazuli-Pigment gemalt wurde. Unter der Malschicht konnte des Weiteren eine vollständige Unterzeichnung nachgewiesen werden, die an einigen Stellen auch Korrekturen im Entwurf aufweist. Einige Konturen wurden außerdem durch Einritzungen in der Tafel definiert. Die Bogenöffnung wurde per Zirkel vorkonstruiert, jedoch weicht deren Kontur in der Ausführung teilweise von dieser strengen geometrischen Vorgabe ab.
Der Zustand der originalen Malschicht ist schlecht, was mitunter auf eine minderwertige Qualität der Pappeltafel zurückzuführen ist. Die Farbe löste sich von dieser zunehmend ab. Der heutige Eindruck ist das Ergebnis mehrerer Restaurierungsmaßnahmen des 19. und 20. Jahrhunderts.
Die erste nachweisbare Restaurierung verursachte 1861 durch zu starke Reinigung einen großflächigen Abrieb der Malschicht. Davon blieb nur die rotfarbige Fläche des Paulusgewandes unbeschadet, die helle Toga des Petrus dagegen ist in der Originalsubstanz fast vollständig zerstört.
Nach dem Zweiten Weltkrieg erlitt die Altartafel größere Schäden beim Transport in den Central Collecting Point der Alliierten in Wiesbaden. Nach der Rücküberführung nach Berlin 1956 wurde die Tafel konsolidiert, das heißt in ihrem Zustand gesichert. Bei einer Restaurierung im Jahr 1963 entfernte man alle Übermalungen des 19. Jahrhunderts und konnte den Zustand der originalen Malschicht erstmals dokumentieren. Die bisher letzte Restaurierung des Bildes wurde 1988 abgeschlossen.

## Ikonographie

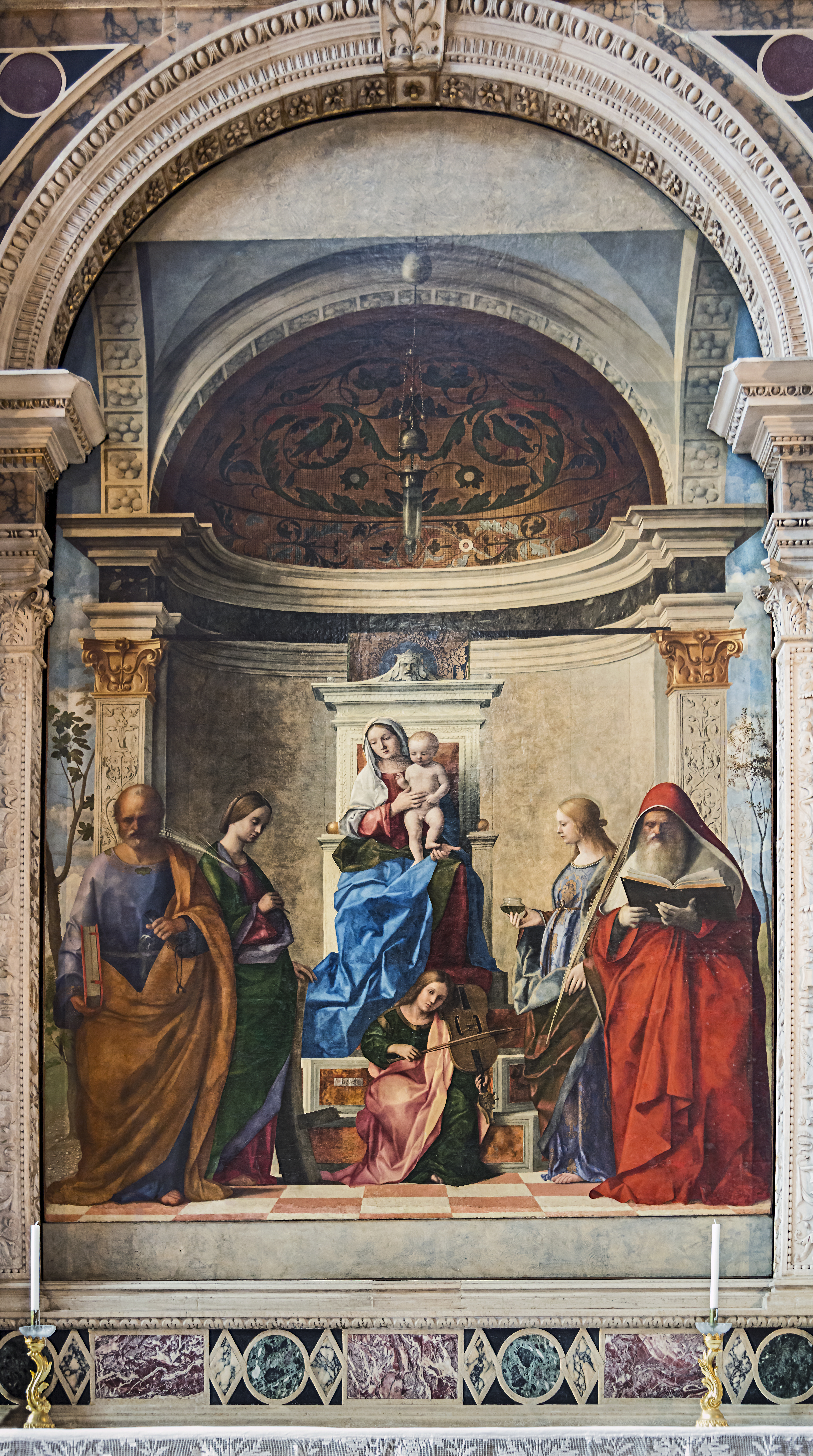
Giovanni Bellini: Sacra Conversazione, sogenannte Pala di San Zaccaria, Venedig, 1505.

Das Altarbild entspricht dem durch die Arbeiten Giovanni Bellinis und Antonello da Messinas bekannten Typus der Sacra Conversazione, eine Darstellung der Madonna, welche mit dem Kind auf einem Thron sitzt und von mehreren Heiligen umgeben ist. Dabei ist jedoch keine Unterhaltung im wörtlichen Sinne dargestellt. Gemeint ist eher ein Austausch auf geistlicher Ebene, wie er durch Meditation erreicht werden könnte. Die hier gezeigten Personen stehen durch ihre körperliche Nähe und bestimmte Blickrichtung miteinander in Beziehung, treten jedoch nicht in direkte Korrespondenz.

### Thron und Altar
In diesem Bild nimmt der Thron nicht nur den Ort ein, an dem in einer Kapelle der Altar stehen würde, sondern steht selbst auf einem Altar. Dadurch wird das Opfer Christi besonders betont und eine Verbindung zwischen der christlichen Eucharistie und der dargestellten Erscheinung der Madonna mit Kind geschaffen. Eine Altarmensa selbst erinnert an die Opfersteine der jüdischen Tempel und daran, dass nach christlichem Verständnis durch das Opfer Christi und die Wiederholung des Abendmahls in der Heiligen Messe die Opferrituale der jüdischen Religion abgelöst wurden. Auch der kleine Zylinder unter der Altarmensa kann als antiker Rundaltar gedeutet werden. Solche waren ebenfalls Opfersteine.

### Heiligenfiguren
Der Apostel Petrus links vorne ist an den Farben seines Gewandes – blau und gelb – sowie den Schlüsseln zur Himmelspforte zu erkennen. Ihm gegenüber steht Paulus, gekleidet in rot und grün. Er hat ein typisches Attribut, das Schwert, bei sich. Außerdem ist er anhand der aufgeschlagenen Bibelstelle zu identifizieren, die er vorzeigt. Es ist der Philipperbrief 2,5–10, der die Selbsterniedrigung Christi hervorhebt und die Gläubigen zur Demut auffordert. Diese Stelle wird entsprechend der Leseordnung jährlich am Palmsonntag verlesen.
Die beiden hinten stehenden Heiligen tragen den weißen Habit der Kamaldulenser. Der heilige Romuald – rechts – ist der Begründer dieses Ordens und gilt der Legende nach auch als Gründer der Abtei San Michele. Seine Lehren bauten auf der benediktinischen Ordensregel auf und reformierten diese. Daher wird angenommen, dass es sich bei der anderen Person mit dem Bischofsstab um den heiligen Benedikt handelt.
Im Gemäldegalerie-Katalog von 1909 wurde statt Benedikt der heilige Bruno als vierter Heiliger genannt, in früheren Beschreibungen wird auf eine namentliche Benennung dieser Person verzichtet.

### Kuppelmosaik
Die in der Kuppel dargestellten Heiligen-Medaillons und die Josefsgeschichte sind Adaptionen der venezianischen Mosaikkunst des 13. Jahrhunderts. Sie entstammen dem Atrium des Markusdoms.
Die Medaillons in den Zwickeln zeigen links Johannes den Täufer und rechts Johannes den Evangelisten.

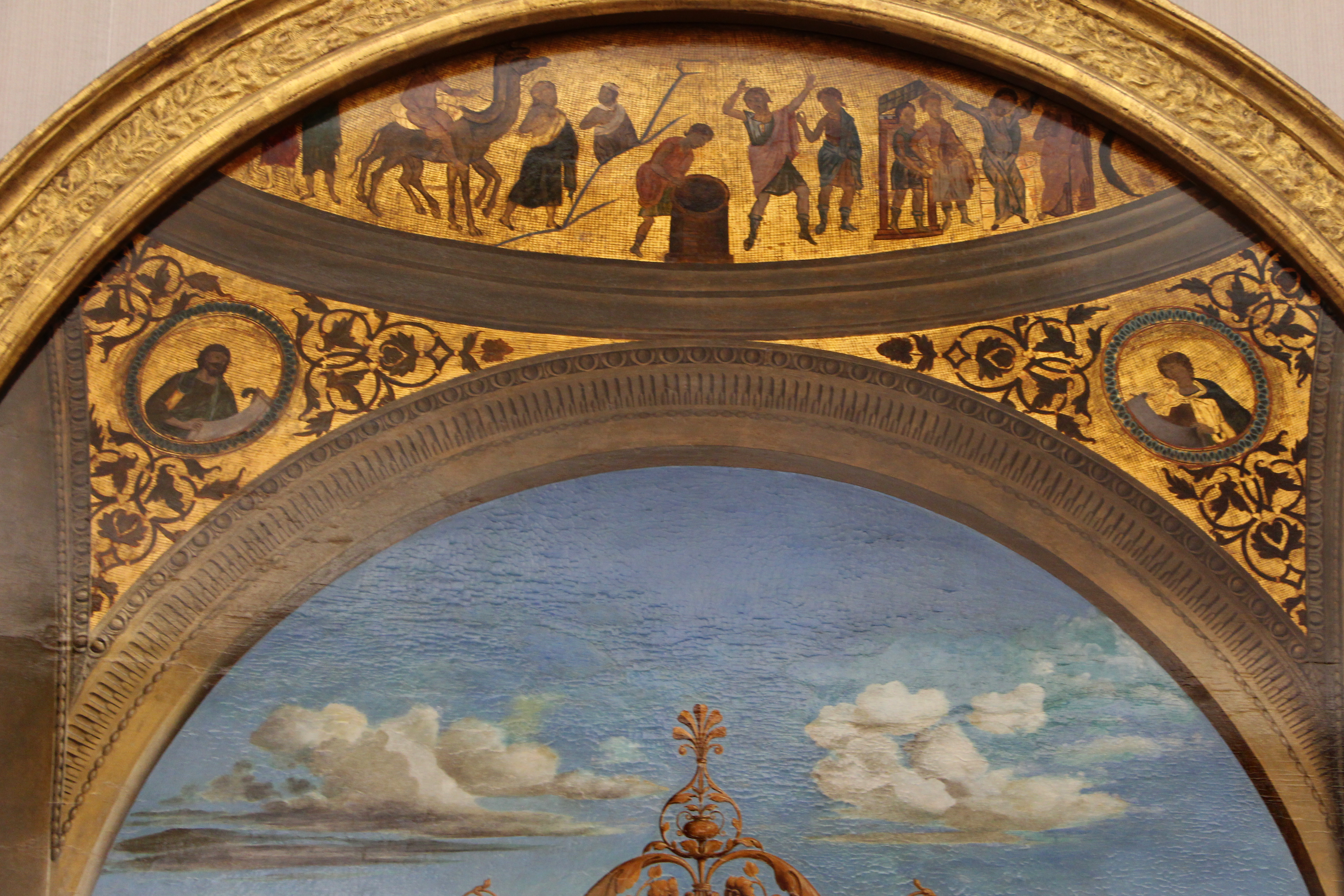
Detail: gemaltes Kuppelmosaik mit Szenen aus der Josefsgeschichte

Die erste Szene der Folge oben ist die ismaëlistische Karawane, die Josef von den Brüdern gekauft hat und ihn nach Ägypten bringt. In der zweiten Szene in der Mitte schaut Josefs Bruder Ruben, der beim Verkauf nicht dabei war, in den Brunnen hinein, in den die Brüder Josef aus Eifersucht geworfen hatten. Da er ihn leer vorfindet, berichtet er der Familie von Josefs vermeintlichem Tod. Die abschließende Szene rechts zeigt Jakob, der um seinen Lieblingssohn trauert. Die Brüder erfahren erst Jahre später, dass Josef als Diener des Pharaos zu Macht und Ansehen gelangt war.
Cimas Altarbild stellt jedoch keine Kopie des Mosaiks im Markusdom dar, sondern eine zugunsten der gesteigerten Bildbedeutung veränderte Adaption. Die beiden gezeigten Medaillons entstammen anderen Stellen als die Josefsszenen. Die Szene mit Ruben und dem Brunnen wurde im Tafelbild in die Mittelachse des Gurtbogens gestellt, im Markusdom befindet sich diese weiter rechts, über einem der vier Hängezwickel.
In der christlichen Typologie wird die Josefsgeschichte als Vorausweisung auf das Leben und Sterben Christi verstanden. Der leere Brunnen steht dabei für das leere Grab am Ostermorgen. Im Altarbild der Thronenden Maria mit Kind und vier Heiligen wird auf dieses Verhältnis verwiesen, da der leere Brunnen auf der vertikalen Mittelachse und damit direkt über den Häuptern Marias und des Christuskinds liegt. Das Altarbild weist somit nicht nur auf die Heiligkeit von Mutter und Kind hin, sondern auch auf das Opfer Christi und die Gewissheit seiner Auferstehung.
Die Ausstattung dieser Bereiche mit Goldauflagen zeigen, dass das Tafelbild nicht nur äußere Form und Inhalt des Mosaiks, sondern auch seine besondere Materialwirkung zitiert. Des Weiteren verweist dies auf die Tradition, heilige Personen und Szenen in der christlichen Malerei auf Goldgrund darzustellen. Die goldene Farbe steht dabei für das Heilige und entrückt die Bildgegenstände in die himmlische Sphäre. Diese Darstellungsweise ging im italischen Raum während des 15. Jahrhunderts nach und nach zurück und wurde zunehmend durch Darstellungen in wirklichkeitsnäheren Umgebungen abgelöst.

## Provenienz
Datierung, Auftraggeber und der ursprüngliche Bestimmungsort des Bildes sind nicht überliefert. Es wird angenommen, dass das Tafelbild für einen Altar in der Kirche San Michele in Isola geschaffen worden ist, die zum Kamaldulenserkloster auf der Insel San Michele gehörte. In Carlo Ridolfis Künstlerbiografien wird angegeben, dass sich das Bild im Jahr 1648 in der dortigen Sakristei befand. Die dargestellten Architekturformen und Baumaterialien wertet der Kunsthistoriker Peter Humfrey als Beleg dafür, dass das Gemälde von Beginn an für diese Kirche konzipiert wurde.

### Datierung und mögliche Aufstellungsorte
Da urkundliche Angaben über die Entstehung des Altarbildes fehlen, wurden anhand stilistischer Vergleiche versucht, eine Entstehungszeit zu bestimmen. Die Datierung von 1495 bis 1497 nahm Hans Posse 1909 vor, sie findet sich auch heute im Katalog der Gemäldegalerie.
Als Auftraggeber für das Altarbild wird in diesem Zusammenhang entweder Pietro Boldù, Abt der benachbarten Kamaldulenserabtei Santa Maria delle Carceri, oder sein Neffe Domenico Boldù angenommen. Pietro Boldù finanzierte den Bau der Sakristei und der anschließenden Grabkapelle und wurde 1495 vor dem Altar der Sakristei bestattet. Sein Erbe Domenico Boldù könnte daraufhin das Altarbild gestiftet haben.
Eine spätere Datierung auf 1512 stammt vom zweiten Direktor der Berliner Gemäldegalerie, Wilhelm Bode und dem autodidaktisch gebildeten Kunsthistoriker Gustav Ludwig und wurde 1903 publiziert. Als ursprünglicher Aufstellungsort des Altarbildes nahm man den Raum unter der Empore im zweiten Joch des Kirchenschiffs an. Dort hatte es vor 1810 zwei Grablegen mit zugehörigen Altären gegeben. 1511 wurde von Pietro di Benedetto Priuli ein Altarbild für sein Familiengrab gestiftet, diesen identifizieren Bode und Ludwig mit Cimas Thronenden Madonna. Die Versetzung des Bildes in die geschütztere Sakristei erklären sie mit den klimatischen Schwankungen nahe dem Kirchenportal. Da die Sakristei im Jahr 1698 umgebaut wurde, könnte das Bild aus diesem Anlass in die vergleichsweise enge Grabkapelle des Pietro Boldù versetzt worden sein. Die Argumentation Bodes und Ludwigs stützt sich auf einen überlieferten Rahmen der Zeit um 1700, dessen Maße mit denen der Bildtafel übereinstimmen, des Weiteren argumentieren sie ebenfalls mit stilistischen Einordnungen ins Werk Cimas.

### Provenienz
Das Altarbild Thronende Maria mit Kind und vier Heiligen ist in der Klosterkirche San Michele in Isola ab 1648 nachweisbar, wo es sich in der Sakristei befand. Zuletzt war es in der der Sakristei angegliederten Grabkapelle Boldù aufgestellt.
1810 wurde das Kloster San Michele unter der Napoleonischen Regierung aufgelöst und zahlreiche Kunstwerke verkauft. Vermutlich war das Altarbild der Thronenden Maria mit Kind und vier Heiligen jedoch bereits 1806 veräußert worden, da es im staatlichen Inventar dieses Jahres keine Erwähnung mehr findet.

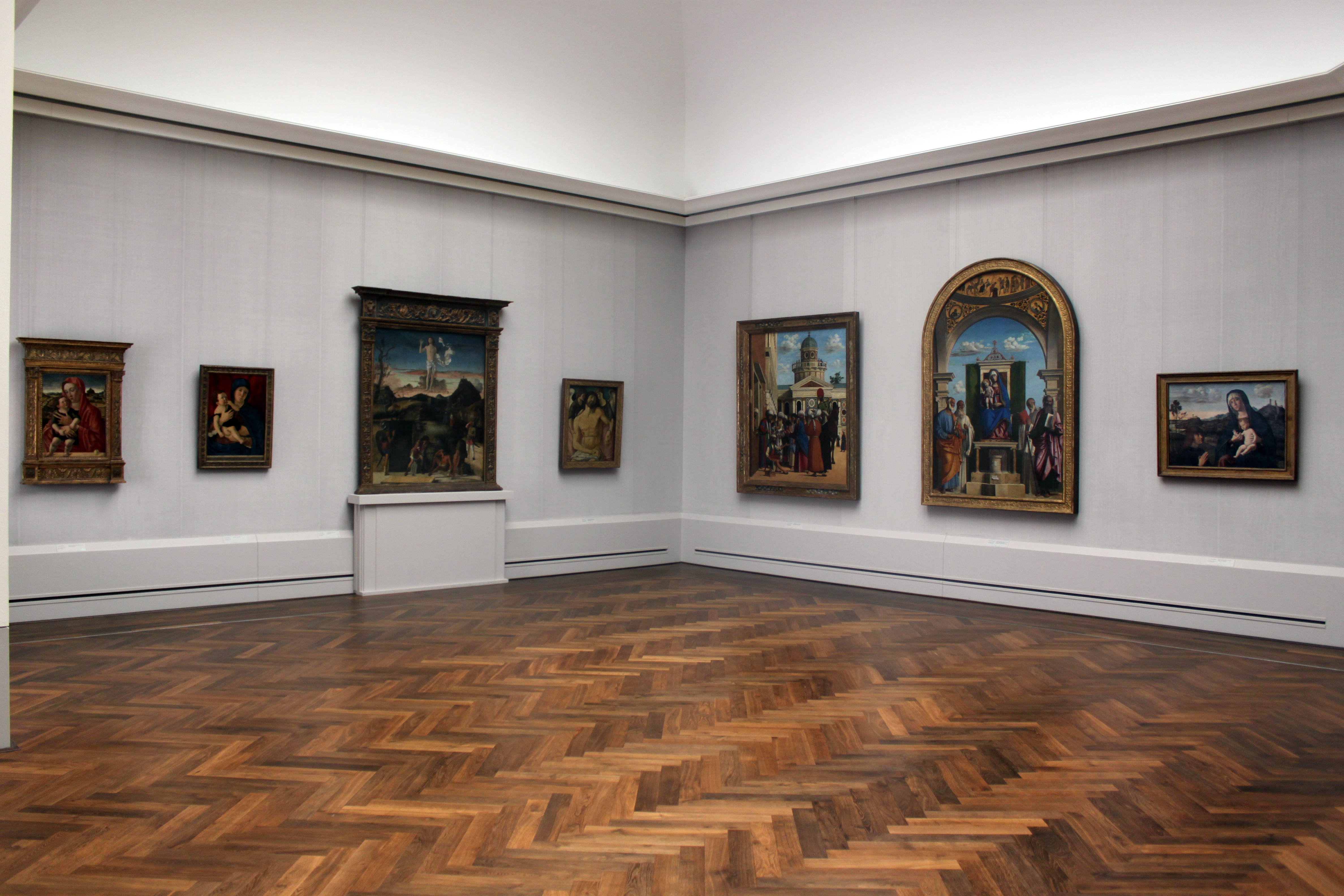
Heutige Präsentation im Raum 37

Vor 1821 gelangte das Bild in die Sammlung des Kaufmanns Edward Solly, der genaue Zeitpunkt ist nicht bekannt. Es hing dort gemeinsam mit acht weiteren Gemälden ähnlicher Bildthemen im Zimmer 5, dem „Raum der Venezianer“, wie Karl Friedrich Schinkel 1819 dokumentierte. Im Jahr 1821 wurde die Sammlung Solly an den preußischen Staat verkauft und diente als Grundlage für den Aufbau der Königlichen Gemäldegalerie.
Nach dem Zweiten Weltkrieg wurde das Altarbild durch die Alliierten in den Wiesbaden Central Collecting Point gebracht. Nach dessen Auflösung kehrte es 1956 nach Berlin zurück und kam in den neuen, Westberliner Standort der Gemäldegalerie in Dahlem.
Heute ist das Bild im Raum 37 der Gemäldegalerie am Kulturforum Berlin ausgestellt.